# Chromis atripectoralis
Espèce
Chromis atripectoralis (communément appelé Black-axil chromis en anglais) est une espèce de poissons de la famille des Pomacentridae. Ce poisson est originaire du bassin Indo-Pacifique. Il vit surtout dans les lagons et les récifs.

## Description
La taille maximale connue pour Chromis atripectoralis est de 120 mm.

## Étymologie
Son nom spécifique, du latin atra-, « noir », et pectoralis, « pectoral », fait référence à la tache noire présente à la racine des nageoires pectorales.

## Publication originale
- (en) Arthur D Welander et Leonard P Schultz, « Chromis atripectoralis, a new damselfish from the tropical Pacific, closely related to C. caeruleus, family Pomacentridae », Journal of the Washington Academy of Sciences, Washington, Washington Academy of Sciences (d), vol. 41, no 3,‎ 1951, p. 107-110 (ISSN 0043-0439 et 2573-2110, OCLC 1769417, JSTOR 24533598, lire en ligne).